# Кориат, Томас
Томас Кориат (англ. Thomas Coryat) (1577, Сомерсет — 1617, Сурат) — английский путешественник и писатель, живший во времена позднего правления королевы Елизаветы и раннего правления короля Якова I.
Сохранилось два тома его сочинений, где Кориат описывает свои наблюдения, сделанные во время путешествий, часто пеших, по Европе и Азии.

## Биография
Считается, что именно Томас Кориат первым привёз в Англию вилку, получив при этом прозвище «Furcifer», что в переводе с латинского может означать как «негодяй, мошенник, бездельник», так и «человек, носящий вилы». Также слово «umbrella», образованное от итальянского «ombrello» («зонт»), появилось в английском языке благодаря Кориату, описавшему предмет, при помощи которого итальянцы защищали себя от солнечных лучей.
Томас Кориат родился в Сомерсете. Сперва он учился в Винчестерской школе, а затем продолжил своё образование в Глостер-Холле, после чего был приглашён принцем Генри, старшим сыном короля Якова I, служить при дворе кем-то[кем?] вроде придворного шута.
В 1608 году Кориат предпринял путешествие по Европе. При этом чуть менее половины пути он проделал пешком, а затем, в 1611 году, он опубликовал свои воспоминания в книге «Овощи, подаваемые перед мясом, которые поспешно и в большом количестве поглощались Кориатом в течение пяти месяцев пребывания во Франции, Италии и т. д.». В этой книге рассказывается о жизни европейцев того времени. Особый интерес она представляет для историков, изучающих музыку, так как речь идёт об очень необычных деталях, связанных с деятельностью Венецианской школы — одного из наиболее выдающихся и прогрессивных музыкальных течений. Здесь же дано подробное описание празднеств в церкви Сан Рокко (Венеция), с полихоралом и инструментальной музыкой Джованни Габриели, Бартоломео Барбарино и других. Позднее, в 1611 году, Кориат публикует второй том своих записок путешественника, который называется «Катран Кориата, или дважды разваренные капустные листья».
Вечно не знающий покоя, он вновь отправляется в путь в 1612 году и, вполне вероятно, это было то самое путешествие, во время которого он посетил Азию, Грецию, восточный район Средиземноморья, Персию и наконец Индию. Из Агры, а также из других мест он шлёт письма, в которых делится своими впечатлениями. Его «Приветствие из дворца великого Могола» было опубликовано в Лондоне в 1616 году, а в 1618 — появилась похожая книга, содержащая письма Кориата на родину.
В 1617 году во время своего путешествия по Сурату Кориат скончался от дизентерии. Тем не менее его труды и отчётные записи, многие из которых не дошли до наших дней, продолжали пользоваться популярностью. Так, например, отчёт об обычаях и нравах Италии оказал большое влияние на культурное развитие англичан, что было важно, поскольку к тому моменту многие явления итальянской культуры (например, мадригал) оставались модными более двадцати лет.
Сегодня считается, что Томас Кориат был первым англичанином, совершившим большое путешествие по Европе. В Англии в XVIII веке его опытом пользовались для воспитания мальчиков из высшего сословия.

## Важные даты жизни
- 1591—1596 — учёба в Винчестерской школе.
- 1596—1599 — учёба в Глостер-Холле.
- 1603—1607 — неофициальная должность «придворного шута» при принце Уэльском Генри, сыне Якова I. Здесь же служат такие личности, как Бен Джонсон (поэт и драматург), Джон Донн (поэт), Иниго Джонс (архитектор) и многие другие.
- май-октябрь 1608 — путешествие в Венецию через Францию и Италию; обратный путь через Швейцарию, Германию и Нидерланды.
- 1611 — публикация книги «Овощи, подаваемые перед мясом, которые поспешно и в большом количестве поглощались Кориатом в течение пяти месяцев пребывания во Франции, Италии и т. д.».
- 1612—1614 — путешествие в Константинополь и Святую Землю.
- 1615—1616 — пешее путешествие в Турцию, Персию и Индию Моголов; визит ко двору императора Джахангира (Аджмер, Гуджарат).
- сентябрь 1617 — путешествие к императорскому двору в Манду (Малва), которое стало возможным благодаря изобретательности сэра Томаса Рое.
- ноябрь 1617 — краткосрочная поездка в Сурат (Гуджарат).
- декабрь 1617 — смерть от дизентерии в Сурате.

## Список используемой литературы
- Adams, Percy G. Travel Literature and the Evolution of the Novel. Lexington: UP of Kentucky, 1983. 215-22. ISBN 0-8240-8503-5.
- Moraes, Dom and Sarayu Srivatsa. The Long Strider : How Thomas Coryate Walked From England to India in the Year 1613. New Delhi: Penguin, 2003. ISBN 0-670-04975-1.
- Penrose, Boies. Urbane Travelers: 1591—1635. Philadelphia: U of Pennsylvania P, 1942. LCCN 42-019537.
- Pritchard, R.E. Odd Tom Coryate: The English Marco Polo. Thrupp, Stroud, Gloucestershire: Sutton, 2004. ISBN 0-7509-3416-6.
- Strachen, Michael. The Life and Adventures of Thomas Coryate. London: Oxford UP, 1962. LCCN 62-052512.
- Chaney, Edward, 'Thomas Coryate', The Grove-Macmillan Dictionary of Art.
- Chaney, Edward, The Evolution of the Grand Tour, 2nd ed, Routledge, London, 2000. ISBN 0-7146-4577-X

## Права на материал
Материал опубликован на сайте «Трактат о форме»